# Мартиненко Олег Анатолійович
Мартиненко Олег Анатолійович (нар. 12 листопада 1965, Харків) — український правознавець-кримінолог, правозахисник, доктор юридичних наук, професор.

## Біографія
Закінчивши 1982 середню школу, він вступив до Харківського державного університету імені О. М. Горького.
У 1989–1990 рр. працював психологом у Курязькій виховно-трудовій колонії для неповнолітніх в Харківській області.
Впродовж 1990–1994 років був на посаді начальник відділу психологічного забезпечення управління виконання покарань УМВС в Харківській області, а після рік був заступником начальника відділу кадрів Харківського національного університету внутрішніх справ.
У 1995–1996 рр. О. Мартиненко був помічником ректора з організаційної роботи Харківського національного університету внутрішніх справ, а після цього ще рік працював заступником начальника соціально-психологічного факультету цього ж вишу.
1997 року він захистив кандидатську дисертацію «Кримінологічні проблеми мотивів та мотивації хуліганства»,
після чого йому було присуджено науковий ступінь кандидата юридичних наук
У 1999 році обіймав посаду начальника науково-дослідної кримінологічної лабораторії.
У 1999–2001 роках брав участь у миротворчій місії Цивільної поліції ООН в Боснії-Герцеговині командиром станції Нові Град, а потім повернувся до Харківського національного університету внутрішніх справ. У 2002–2003 роках був у складі Миротворчої місії Цивільної поліції ООН в Косово на посаді офіцера контрольного відділу забезпечення Головного штабу місії у Приштині.
У 2005 став начальником кафедри кримінального права та кримінології Харківського національного університету внутрішніх справ, яким був до 2006 року.
У 2007 році захистив докторську дисертацію «Злочини серед працівників ОВС України: їх детермінація та попередження», після чого йому було присуджено науковий ступінь доктора юридичних наук.
У 2006–2008 рр. був радником міністра внутрішніх справ України з прав людини та гендерних питань.
У 2008–2010 рр. був помічником міністра внутрішніх справ України — начальником Управління моніторингу дотримання прав людини в діяльності органів внутрішніх справ.
У 2010—2012 рр. — очолював Асоціацію українських моніторів дотримання прав людини в діяльності правоохоронних органів на посаді голови правління
У 2013—2018 рр. — керівник аналітичного напрямку Української Гельсінської спілки з прав людини, директор ГО «Центр дослідження правоохоронної діяльності»

## Громадська робота
Член міжвідомчих робочих груп:
- з розробки Національної концепції протидії катуванням (Міністерство юстиції України, 2009–2010);
- щодо розв'язання питань надання медичної допомоги особам, узятим під варту, хворим на активну форму туберкульозу (Генпрокуратура України, 2009);
- щодо взаємодії з Європейським комітетом з питань запобігання катуванням чи нелюдському або такому, що принижує гідність, поводженню чи покаранню (2009–2010);
- з питань протидії расизму та ксенофобії (Держкомнацрелігій, 2009–2010).

Автор Стратегії розвитку органів внутрішніх справ України (постанова Кабінету Міністрів України 1118-р від 22.10.2014), http://zakon5.rada.gov.ua/laws/show/1118-2014-р [Архівовано 30 січня 2018 у Wayback Machine.]
Провідний автор законопроєкту щодо імплементації перехідного правосуддя в Україні «Про засади державної політики захисту прав людини в умовах подолання наслідків збройного конфлікту»: https://helsinki.org.ua/articles/prezentatsiya-zakonoproektu-pro-zasady-derzhavnoji-polityky-zahystu-prav-lyudyny-v-umovah-podolannya-naslidkiv-zbrojnoho-konfliktu/ [Архівовано 4 липня 2018 у Wayback Machine.]
Пройшов 6 навчальних тренінгів з питань прав людини та моніторингу дій правоохоронців.
Брав участь у багатьох дослідницьких проєктах з питань запобіганню насильства з боку правоохоронних органів.

## Науковий доробок
Олег Мартиненко є автором понад 40 монографій та видань (в тому числі у співавторстві) та більше 70 статей.
Основні публікації:
- Мартыненко О. А. Историко-криминологический анализ становления системы предупреждения правонарушений в деятельности ОВД Украины (1880—1936 гг.). Учебное пособие. Х. — Изд-во Нац.ун-та внутр.дел, 2002. — 180 с.
- Мартыненко О. А. Детерминация и предупреждение преступности среди персонала органов внутренних дел Украины: Монография. — Х.: Изд-во ХНУВС, 2005. — 468 с., http://www.allpravo.ru/library/doc6187p/instrum6188/ [Архівовано 12 травня 2018 у Wayback Machine.]
- Моніторинг незаконного насильства в органах внутрішніх справ України (за результатами 2010 року)/ ХІСД. — Харків: Права людини, 2011. — 208 с. (у співавторстві)
- Права людини в Україні — 2009—2010. Доповідь правозахисних організацій./ За заг.ред. Є.Захарова. — Харків: Права людини, 2011. — 480 с. (у співавторстві).
- Кримінологія (Загальна частина): навчальний посібник. — Харків: Вид-во ХНУВС, 2010. — 240 с. (розділ 3).
- Національні превентивні механізми проти катувань і жорстокого поводження в Україні: критичний аналіз ситуації: Монографія. За заг.ред. О. А. Мартиненка. — К.: Атіка-Н, 2010. — 136 с. (у співавторстві).
- Права людини у діяльності міліції: Посібник з активних методів навчання/ За заг.ред.проф. О. Н. Ярмиша. — Х.: ХНУВС, 2006. — 139 с. (у співавторстві)
- Мартиненко О. А. Злочини працівників ОВС України у фокусі кримінологічного вивчення // Вісник Харківського нац.ун-ту ім. В. Н. Каразіна, № 945. — Х., 2011. — 356 с. — С. 205—211.
- Мартиненко О. А. Злочини працівників ОВС України: аналіз сталих тенденцій // Українська Гельсінська група з прав людини, 2010 [Архівовано 4 серпня 2011 у Wayback Machine.].
- Мартыненко О. А. МВД Украины и неправительственные организации — история взаимоотношений в области защиты прав человека // Українська Гельсінська група з прав людини, 2010 [Архівовано 2 серпня 2011 у Wayback Machine.].
- Мартиненко О. А. Злочини, вчинені на расовому або етнічному ґрунті — проблеми превенції на державному рівні // Право і суспільство. — 2010. — № 1. — С. 141—146.
- Мартиненко О. А. Основні принципи реформування органів внутрішніх справ як превентивний фактор порушень прав людини // Право України. — 2009. — № 10. — С.139-144.
- Мартиненко О. А. Злочини, вчинені на ґрунті расової, національної чи релігійної нетерпимості як нове кримінальне явище в Україні // Держава та регіони. Серія: Право. — 2009. — № 2. — С. 43-46.
- Блага А. Б., Мартиненко О. А. Історичний нарис законодавчого забезпечення боротьби зі злочинністю у паливно-енергетичному комплексі // Питання боротьби зі злочинністю. Збірник наук.праць. Вип. 16. — Х.: Кросроуд, 2008. — С. 116—126.